# Донецький національний університет імені Василя Стуса

Василь Стус

Доне́цький націона́льний університе́т імені Василя Стуса — заклад вищої освіти, один із найбільших університетів України за загальною кількістю студентів. У зв'язку з воєнними подіями на сході України тимчасово розташований у Вінниці. Проте певна частина студентів та викладачів університету залишилися в Донецьку, де продовжують навчання та роботу.

## Історія

### Заснування
У 1937 р. в місті Сталіно (нині Донецьк) було створено Сталінський державний педагогічний інститут (СДПІ). 1 вересня 1937 року до занять в інституті приступили 138 першокурсників за спеціальностями «Історія» та «Мова і література». У вересні 1941 року в СДПІ навчався 881 студент, працювало 6 кафедр, заняття вели 65 викладачів, діяли 7 навчально-методичних кабінетів, бібліотека, спортзал. У червні 1941 року дипломи педагогів одержали 243 випускники. Загалом за довоєнні роки СДПІ разом з учительським інститутом, що працював при ньому, випустили 682 вчителя.
12 жовтня 1941 року два вагони з людьми, майном і документами СДПІ були причеплені до потягу, який вирушив на схід — в евакуацію. Через 48 діб прибули до м. Кунгур. Після санобробки студенти та викладачі були відправлені далі до м. Молотов (Перм). 11 грудня наказом НКО (Народного комісаріату освіти) СДПІ припинив діяльність до закінчення війни.
Перерва у роботі педінституту тривала 2 роки i 14 днів. 15 грудня 1943 року, після вигнання нацистських окупантів з Донеччини, було прийнято рішення Ради Народних Комісарів УРСР і ЦК КП(б)У про поновлення діяльності СДПІ. Облвиконком виділив СДПІ четвертий поверх донецької середньої школи № 3. Навчальний процес забезпечували 15 викладачів, серед них з довоєнного викладацького складу Ф. С. Горчевич, Ю. Ф. Грицай, Р. І. Львівська, Я. С. Мірошниченко, М. А. Молдавська, Г. І. Ріхтер. Обов'язки директора СДПІ у 1944 році виконував математик Яків Семенович Мірошниченко. Відновив роботу фізико-математичний факультет, створений ще у 1941 році. У 1945 році інститут переїхав до будинку тодішньої школи № 18 (вул. Челюскінців, 49). У вільний від занять час будинок ремонтувався силами студентів та викладачів. Робота у тісному, непристосованому для занять приміщенні тривала шість років.

### Розбудова інституту
У березні 1946 року повернувся до виконання директорських обов'язків майор С. О. Ксенофонтов. До роботи стали 58 викладачів, п'ятеро з них — з науковими ступенями. За першу післявоєнну п'ятирічку інститут випустив 1476 учителів, у тому числі 996 осіб зі стаціонару і 480 осіб із заочного відділення.

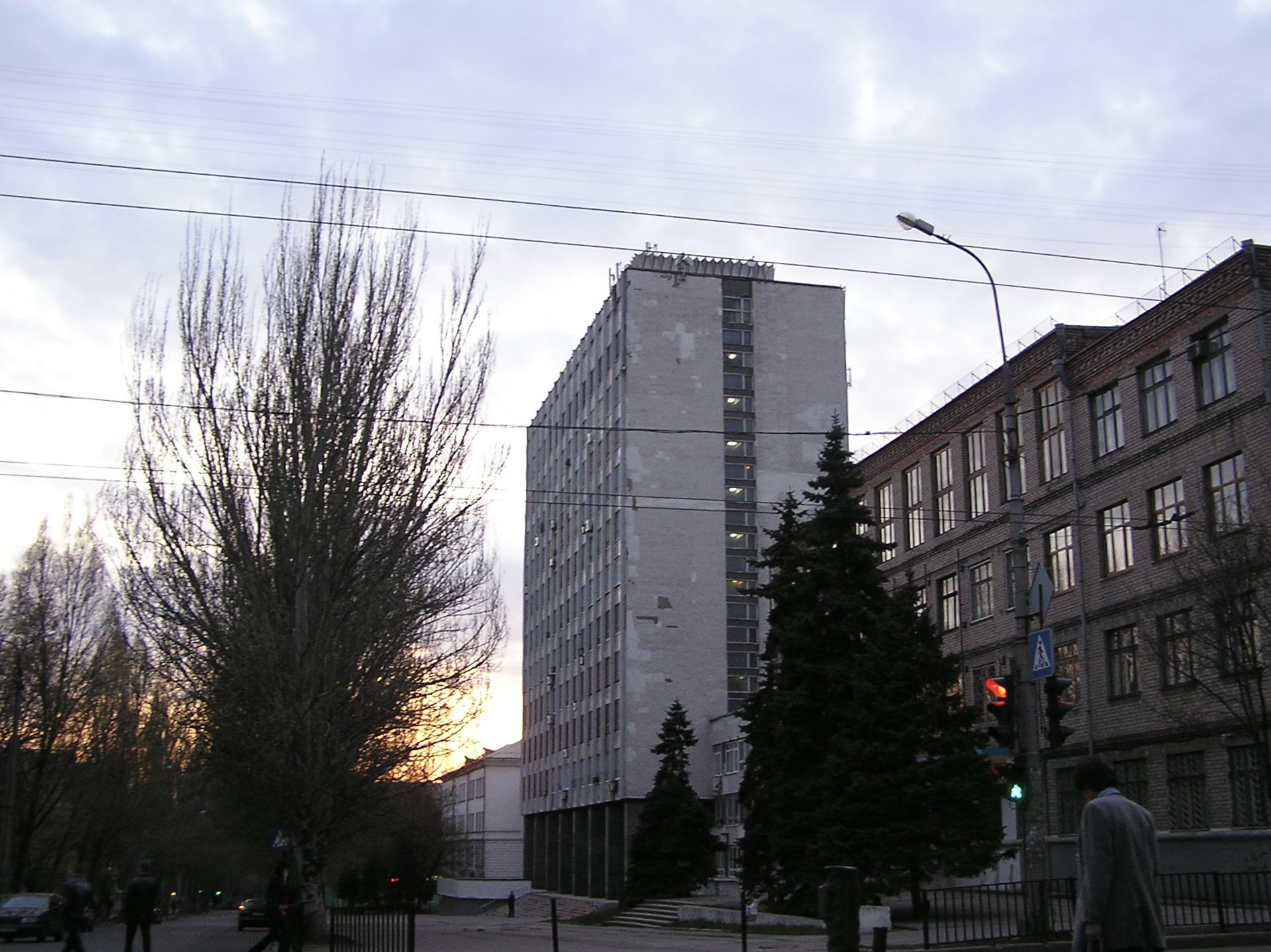
Головний корпус ДонНУ

18 березня 1950 року інститут одержав навчальний корпус площею 5 тис. квадратних метрів, реконструйований з приміщення школи № 37 за адресою вул. Університетська, 18. Закінчено також будівництво гуртожитку, де розмістилось близько 400 студентів. Нині це навчальний корпус № 7. У 1950 році в СДПІ навчалося 699 студентів, на 182 студенти менше, ніж у 1941 році.
У 1951 році було створено СНТ — студентське наукове товариство, що сприяло залученню студентів до науково-дослідної роботи. СНТ мало два відділення історико-філологічне та фізико-математичне. У 1951 році товариство налічувало 200 студентів.
До ювілею у 1957 році в «Наукових записках СДПІ» (випуск VI) був надрукований «Нарис історії Сталінського державного педагогічного інституту за двадцять років». Його авторами були І. Я. Омельяненко — заступник директора з 1937 року та І. Ф. Осляк — випускник СДПІ 1941 року. У 1959 році з червоним дипломом закінчив навчання на історико-літературному факультеті майбутній поет та Герой України Василь Стус.
У січні 1960-го С. О. Ксенофонтову виповнилося 65 років, він залишає посаду за віком. У жовтні 1960 наступним директором СДПІ був призначений завідувач кафедри історії КПРС Сталінського політехнічного інституту доцент Микола Федорович Хорошайлов.
У 1961—1962 роках збудовано два навчальні корпуси з великими читальним і спортивним залами, де до 2014 р. містився історичний факультет. Почалася добудова першого корпусу — ще один спортивний зал, навчально-виробничі майстерні, наукові лабораторії. 10 квітня 1963 року був створений загальнонауковий факультет з гуманітарним, математичним, агробіологічним відділеннями — фундамент майбутнього університету. До навчальних планів нового факультету були введені такі дисципліни, як технологія металів і матеріалів, технічна механіка, основи виробничого навчання, машинознавство, автотракторна справа, креслення. У серпні розпочато будівництво четвертого навчального корпусу (просп. Театральний, 13).
Перспектива створення університету підвищила престиж педінституту. Так, в 1963 році на денне відділення було подано 2 371 заяв абітурієнтів на 650 місць. На історичному факультеті на 50 місць — 663 заяви, на філологічному на 1 місце — 6 заяв, на математичному на 1 місце — 7 заяв, на загальнонауковий факультет на 1 місце — 5 заяв. У вересні навчання 2120 студентів забезпечували 150 викладачів.
14 вересня 1964 року Наказом міністра вищої і середньої спеціальної освіти УРСР № 505 Донецький педінститут був підпорядкований Харківському університету і став Донецькою філією Харківського ордена Трудового Червоного Прапора держуніверситету ім. М. Горького. Керував філією доцент М. Ф. Хорошайлов (пізніше професор).
У 1965 році у вишах Донбасу навчалося понад 130 тисяч майбутніх фахівців народного господарства. В області діяло 49 науково-дослідних інститутів, де наукову роботу вели понад 6 тисяч співробітників, в їх числі — 77 докторів наук і 946 кандидатів наук. Ще в 1953 році з'явилася Університетська вулиця. Назву запровадили авансом. З приходом до керівництва областю Володимира Дегтярьова був узятий курс на перетворення Донецька на культурний і науковий центр. Це стало передумовою для відкриття в місті Донецьку державного університету.

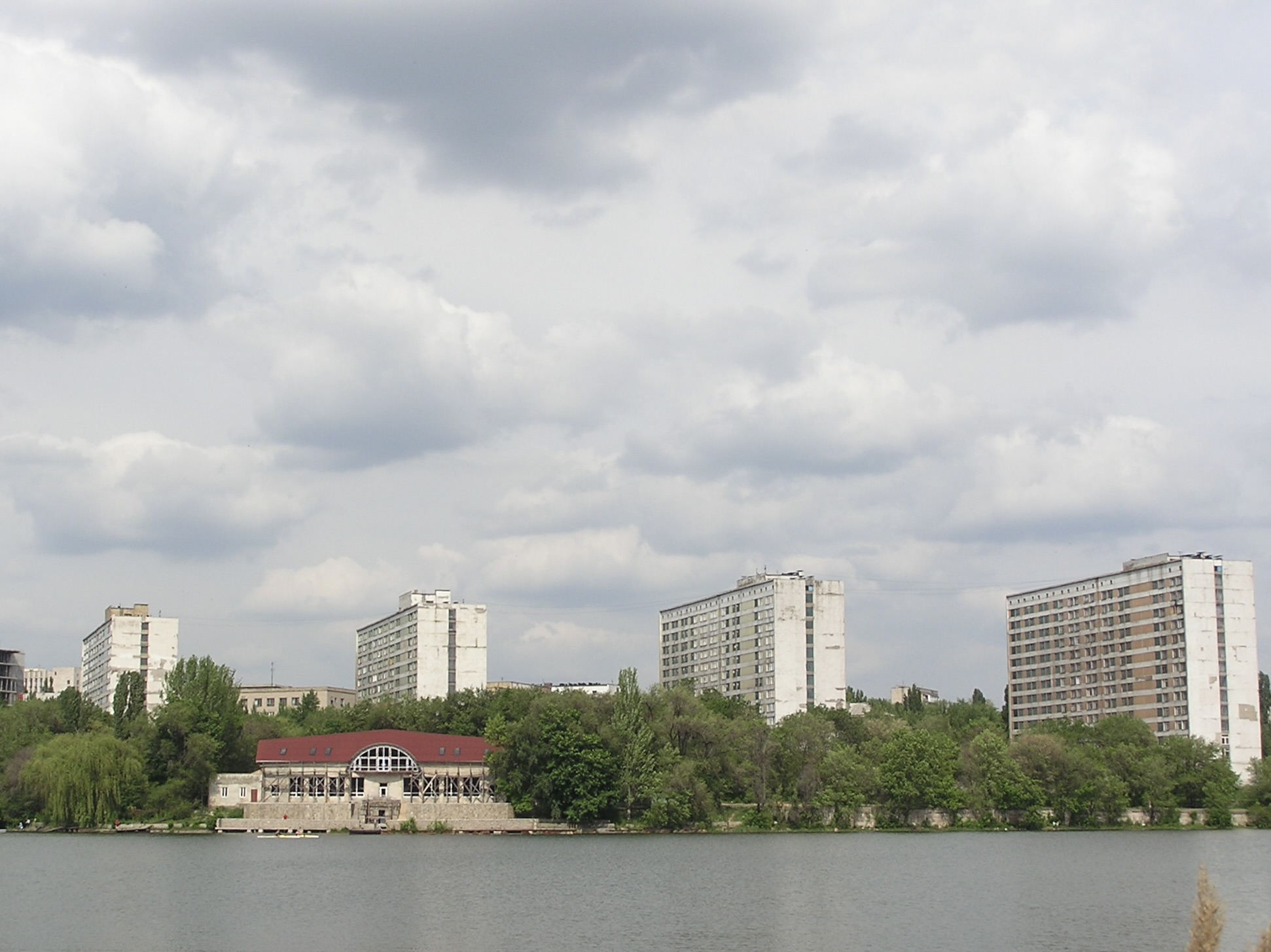
Гуртожитки ДонНУ

### Організація університету
28 травня 1965 року (через 7 місяців після відкриття філії) Постановою Ради Міністрів СРСР № 421 і Постановою Ради Міністрів УРСР № 572 від 11 червня 1965 року був організований Донецький державний університет на базі Донецького педагогічного інституту. 7 липня 1965 року першим ректором Донецького державного університету був призначений Литвиненко Леонід Михайлович — академік НАН України, доктор хімічних наук, професор, засновник видатної наукової школи та перший завідувач кафедри біохімії хімічного факультету.
24 грудня 1965 року відбулися урочисті збори, присвячені відкриттю Донецького державного університету і наукового центру Академії наук УРСР. Віце-президент Академії наук УРСР академік В. М. Глушков виголосив вітання президента Академії наук УРСР академіка Б. Є. Патона. У рік створення університету на п'яти факультетах навчалося 5500 студентів. На вечірньому і заочному відділеннях — 3363 студенти. На 13 кафедрах за 10 спеціальностями навчальний процес здійснювали 173 викладачі, 61 кандидат наук, один доктор наук. Студентське наукове товариство нараховувало понад 1000 осіб.
До наукового керівництва в університеті були запрошені відомі учені і педагоги: 4 академіки і 11 члени-кореспонденти АН УРСР. Викладання вели академіки АН УРСР професори Я. Б. Лопатинський, В. І. Архаров, О. О. Галкін, Л. М. Литвиненко, член-кореспонденти Академії наук УРСР професори Г. Д. Суворов, Й. І. Гіхман, П. В. Харламов, І. І. Данилюк, О. С. Космодаміанський, К. Б. Толпиго, І. Л. Повх, С. М. Баранов, Р. В. Кучер, Ф. Л. Щепотьєв, О. М. Алимов. У 1965 році відкривається аспірантура. У цьому ж році засновані біологічний, фізичний факультети. Філологічний факультет переміщено до 5 навчального корпусу на пр. Миру.
У 1966 році засновані економічний факультет і факультет романо-германської філології.

Меморіальна дошка на першому корпусі, в якому з 1954 по 1959 рік навчався Василь Стус.

Другим ректором університету став доктор фізико-математичних наук, професор Шевляков Юрій Андрійович, який керував вишем з 1968 по 1970 роки. Під час його керівництва побудовано 12-поверховий головний корпус (архітектор — Володимир Захарович Спусканюк). Ю. А. Шевляков був палким прибічником співробітництва фундаментальної науки та великої промисловості, за його сприянням відбувся розквіт науково-дослідної роботи державного економічного господарського спрямування.
Третій ректор університету — з 1970 по 1975 роки — доктор технічних наук, професор Тимошенко Григорій Маркович.
У 1971 році прийняв студентів головний 12-поверховий навчальний корпус, який відтоді став архітектурною візитівкою Alma mater. У 1973 році збудовано та обладнано сучасний корпус хімічного факультету.

Корпус університету, Вінниця

Четвертий ректор університету (1975—1986 рр.) — доктор історичних наук, професор Пономаренко Григорій Якович. За роки його керівництва була побудована їдальня «Бригантина», пансіонат «Наука», санаторій-профілакторій «Бадьорість», плавальний басейн.
У 1976 році засновано обліково-фінансовий факультет.
24 липня 1986 року, у зв'язку з виходом на пенсію Г. Я. Пономаренка, наказом Мінвузу СРСР на посаду ректора ДонДУ був призначений доктор фізико-математичних наук, професор Шевченко Володимир Павлович. Його шлях за перші 20 років у стінах університету — доцент (1968), завідувач кафедри теоретичної та прикладної механіки (1970), декан математичного факультету (1971), проректор з навчальної роботи (1975), професор (1984). Наступні 24 роки В. П. Шевченко — ректор університету. 44 роки його життя пов'язані з поступовим розвитком Alma mater.
11 вересня 2000 року Указом Президента України Донецькому університету присвоєно статус національного.
18 вересня 2004 року ДонНУ приєднався до «Великої Хартії» європейських університетів.
19 жовтня 2004 року студенту економіко-правового факультету ДонНУ, шестиразовому чемпіону Параолімпійських ігор із плавання, повному кавалеру ордена «За мужність» Віктору Смирнову за виняткові спортивні досягнення, за самовідданість і волю до перемоги, за піднесення авторитету України у світі присвоєно звання Героя України.
26 листопада 2005 року Указом Президента України за незламність духу, жертовне служіння національній ідеї, за високі гуманістичні ідеали творчості поету-правозахиснику, випускнику СДПІ 1957 року Стусу Василю Семеновичу (посмертно) присвоєно звання Героя України.
19 серпня 2006 року Указом Президента України В. А. Ющенка за визначні особисті заслуги перед Українською державою у розвитку національної освіти, підготовку висококваліфікованих фахівців, багаторічну плідну наукову і педагогічну діяльність ректору Донецького національного університету, доктору фізико-математичних наук, академіку НАН України Шевченку Володимиру Павловичу присвоєно звання Героя України.
Влітку 2010 року наказом міністра освіти та науки Дмитра Табачника академіка Володимира Шевченка було усунуто з посади ректора ДонНУ. Згодом виконуючим обов'язки ректора став професор Петро Єгоров.
17 серпня 2012 р. стало відомо, що міністерство освіти, науки, молоді та спорту України звільнило Петра Єгорова з посади в.о. ректора ДонНУ та призначило на цю посаду проф. Романа Гринюка, декана економіко-правового факультету..

### Перенесення до Вінниці
У вересні 2014 через війну на сході України Міністерство освіти і науки повідомило про перенесення університету [Архівовано 5 листопада 2021 у Wayback Machine.] з Донецька до Вінниці. 3 листопада 2014 університет розпочав у Вінниці навчальний рік. 28 травня 2015 ДонНУ у Вінниці відзначив 50-річчя від дня організації університету [Архівовано 5 листопада 2021 у Wayback Machine.] на базі педінституту. 4 липня 2015 відбулася перша церемонія вручення дипломів випускникам ДонНУ у Вінниці.
За словами ректора університету Романа Гринюка, якщо колись складуться умови для повернення університету в Донецьк, у Вінниці обов'язково залишиться філія Донецького національного університету[джерело?].
У 2015 за вагомі заслуги у ствердженні й просуванні свободи Атлантична Рада нагородила Донецький університет Премією свободи (англ. Freedom Award) поряд із такими особистостями, як Карл Більдт, Аґнєшка Холланд, Борис Нємцов (посмертно) і Надія Савченко.
У 2016 Донецькому національному університету присвоєно ім'я його відомого випускника, українського поета та дисидента Василя Стуса.
В складних життєвих обставинах та з особистих причин частина професорсько-викладацького складу не змогла залишити Донецьк, тому у Вінниці до колективу ДонНУ долучилося також досить багато вінничан. У захоплених приміщеннях ДонНУ на території, підконтрольній ДНР, з'явився самопроголошений «Донецький державний університет», невизнаний МОН України. Першим ректором став колишній викладач ДонНУ Сергій Баришніков (2014—2015), раніше звільнений за хабарництво.

## Кампуси і корпуси
Донецький національний університет імені Василя Стуса має розвинену матеріально-технічну базу для здійснення освітньої діяльності. Вона включає приміщення для занять студентів і науково-педагогічного персоналу, лабораторії та спеціалізовані кабінети, що забезпечують навчальний процес відповідно до навчальних планів, технічне, комп'ютерне забезпечення, власні та орендовані об'єкти соціальної інфраструктури.
В Донецьку університет мав 11 навчально-лабораторних корпусів. В університеті існувало 5 спортивних залів та плавальний басейн, де проходили заняття з фізичного виховання для студентів усіх факультетів. У теплі пори року заняття з фізичного виховання відбувалися на спортивних майданчиках. У кожному навчальному корпусі університету був буфет чи їдальня.
У вересні 2014 р. навчальні корпуси ДонНУ в Донецьку було захоплено представниками терористичної організації ДНР. Після евакуації (станом на 2017 р.) університет має у Вінниці чотири навчальні корпуси з аудиторіями та лабораторіями. В корпусах працюють їдальні. У планах — будівництво повноцінного університетського кампусу з житлом для студентів та викладачів. Активно відновлюється матеріальна база. За сприяння меценатів, зокрема, Міжнародного фонду «Відродження», університет отримує комп'ютери, спортивний інвентар, обладнання для хімічних і фізичних лабораторій, запроваджує хмарні технології для роботи та дистанційного навчання. У 2016 р. в університеті відкрито студентський коворкінг-центр.

## Нагороди та репутація
Донецький національний університет імені Василя Стуса бере участь у різноманітних рейтингах вищих навчальних закладів, а саме: Рейтингу вищих навчальних закладів Міністерства освіти і науки України, «Топ 200», який проводиться кафедрою ЮНЕСКО та центром UNESCO-CEPES, Рейтингу ВНЗ «Компас», рейтингу The Times Higher QS World University Rankings, Вебометрікс, рейтингу ВНЗ, що проводить журнал «Деньги» тощо.
За підсумками 2011 року інформаційним ресурсом «Освіта.ua» складено консолідований рейтинг вищих навчальних закладів України. Результативність Донецького національного університету така: — 9 місце серед ВНЗ України; — 4 місце серед класичних ВНЗ; — 3 місце серед ВНЗ східного регіону.
За результатами Дослідницького агентства QS серед найкращих університетів світу три українські: Київський національний університет з рейтингом 501+, Національний технічний університет й Донецький національний університет імені Василя Стуса, що має, як і торік, рейтинг 701+.
У 2021 році відповідно проекту «Топ-200 Україна» ДонНУ імені Василя Стуса посів 26 місце серед 200 університетів.
Донецький національний університет імені Василя Стуса підтримує зв'язки з багатьма університетами світу, зокрема, з Університетом Дель Норте (Парагвай), Сандерлендським університетом та Університетом Нортумбрії (Велика Британія). ДонНУ є членом Європейської [Архівовано 7 листопада 2021 у Wayback Machine.] та Євразійської асоціації університетів [Архівовано 7 листопада 2021 у Wayback Machine.], учасником низки європейських міжнародних освітніх проектів за програмами TEMPUS-TACIS та Британської Ради.

## Структура університету

### Факультети

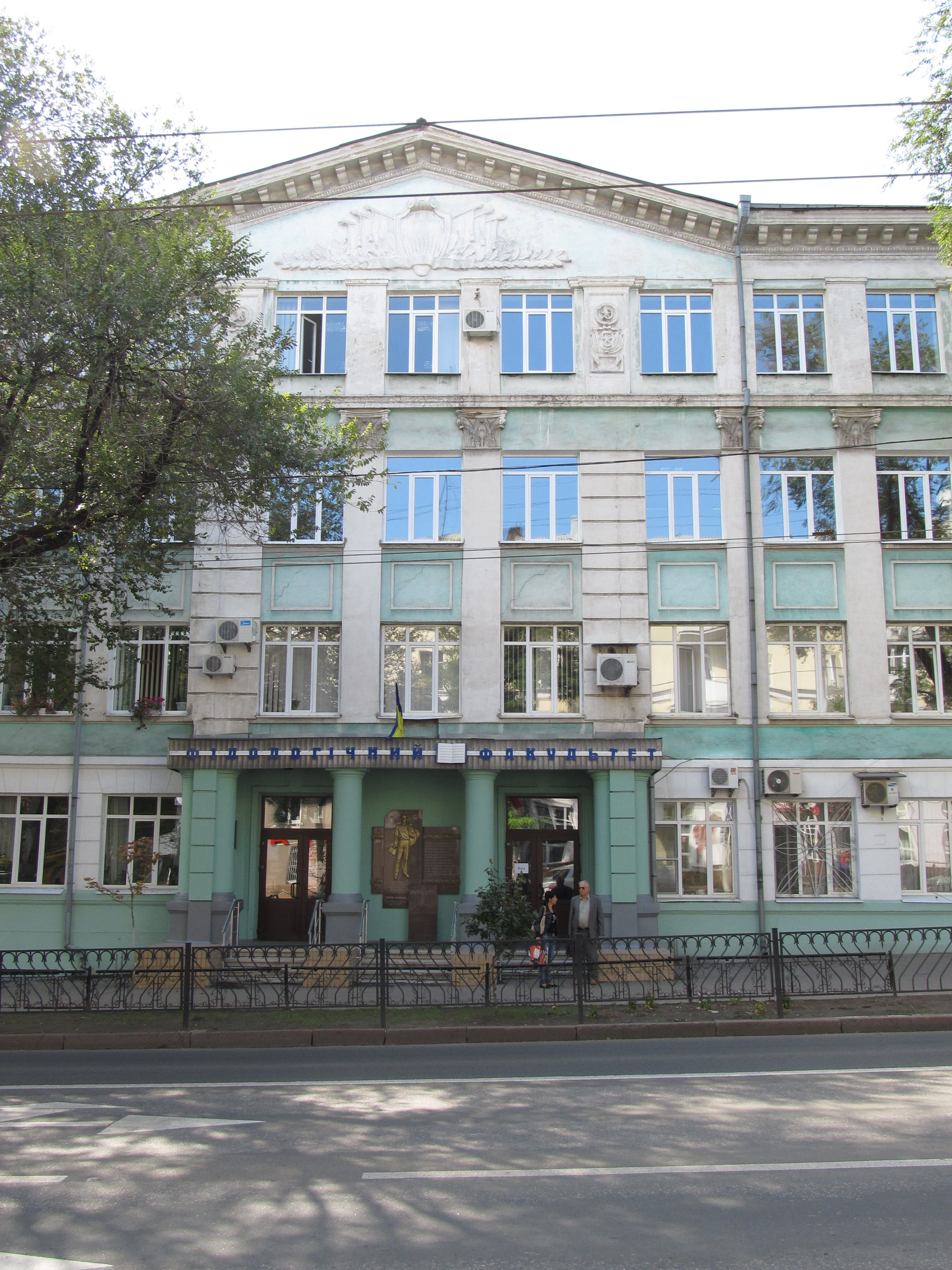
Філологічний факультет до війни в Донецьку

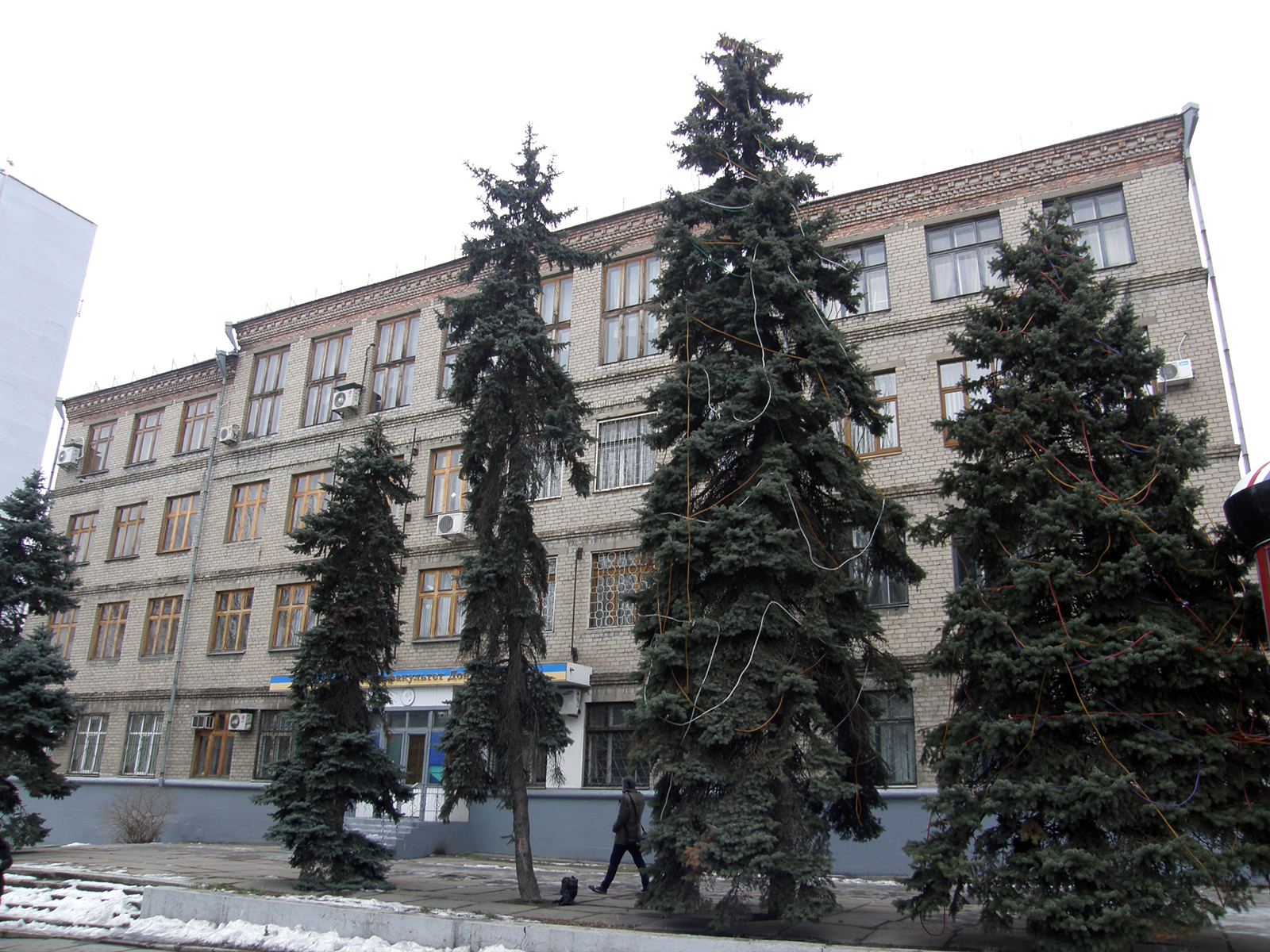
факультет історії в Донецьку

До структури університету входять: 8 факультетів, 2 навчально-консультаційні центри, відділ міжнародної освіти для підготовки іноземних студентів. У складі університету функціонують: кафедра ЮНЕСКО «Екологія техногенного регіону», Науково-навчальний центр «Конвергенція нано-, біо- і інфо- технологій для збалансованого регіонального розвитку», лабораторія міжнародної науково-технічної співпраці, Асоційований центр ЮНЕСКО з мікро-наукового експерименту, Молодіжний центр наукових досліджень, Молодіжний центр правових досліджень, консультаційні центри Британської, Німецької і Французької Рад. З 2005 року активно працює Науково-інформаційний центр міжнародної безпеки і євроатлантичного співробітництва. У 2006 році спільно з Київським ЦНТЕІ створено Регіональний інформаційний центр із співробітництва з Європейським Союзом у сфері науки і технологій.

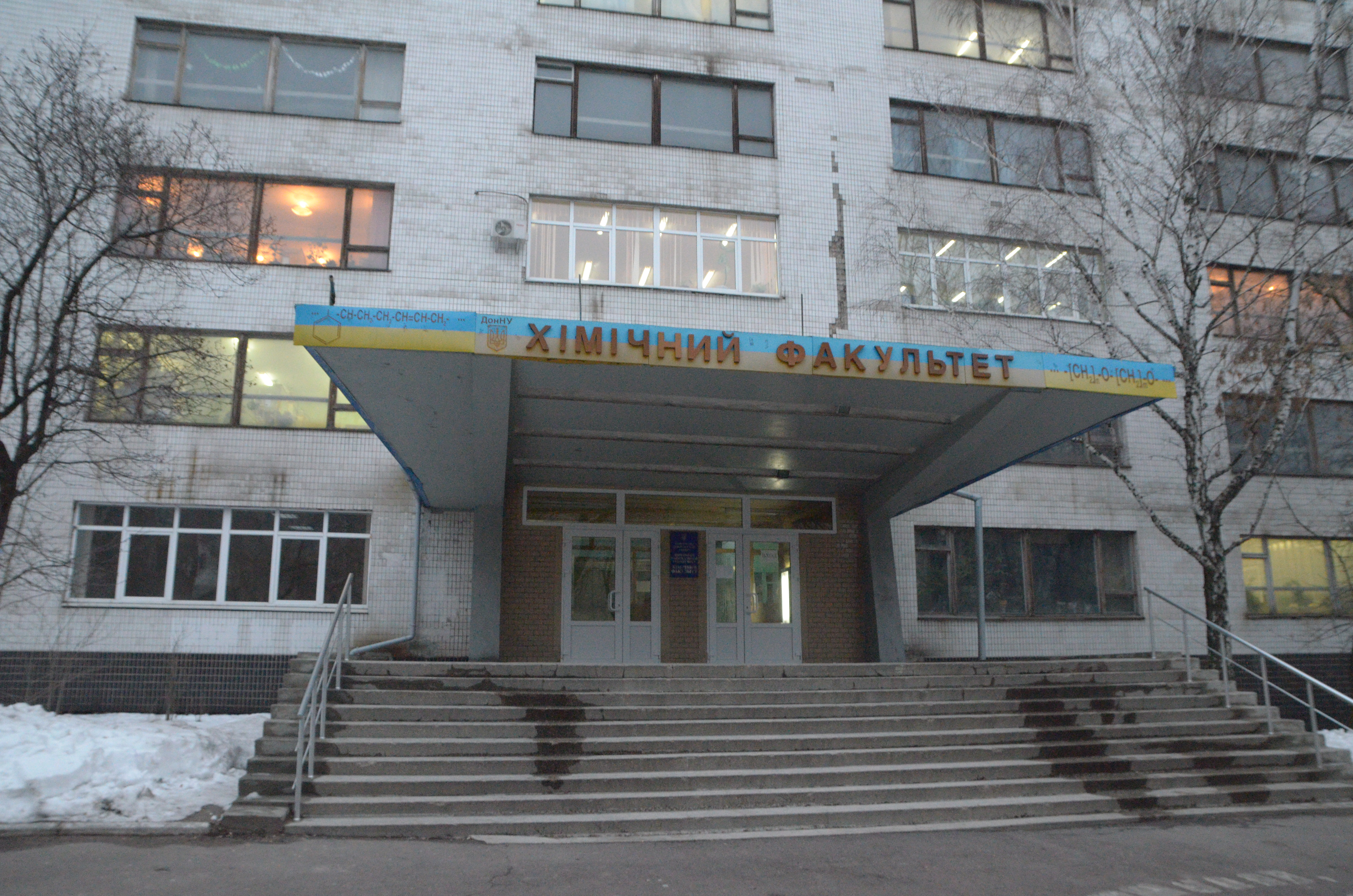
Хімічний факультет до війни в Донецьку

- Математичний факультет (ліквідований, з 2019 р. — Факультет інформаційних і прикладних технологій)
- Фізико-технічний факультет (ліквідований, з 2019 р. — Факультет інформаційних і прикладних технологій)
- Хімічний факультет (ліквідований, з 2019 р. — Факультет хімії, біології і біотехнологій)
- Біологічний факультет (ліквідований, з 2019 р. — Факультет хімії, біології і біотехнологій)
- Філологічний факультет

- Факультет історії та міжнародних відносин
- Факультет іноземних мов
- Юридичний факультет
- Економічний факультет

Поряд із факультетами існують загальноуніверситетські кафедри: філософії; педагогіки та управління освітою.

### Установи
До складу університету входять численні науково-дослідницькі та навчальні центри й інститути:
- Інститут історії Донбасу;
- Молодіжний центр наукових досліджень;
- Центр міжнародного та європейського права;
- СКТБ «Турбулентність»;
- Науково-навчальний центр «Конвергенція нано-, біо- та інфотехнологій для збалансованого регіонального розвитку»;
- Центр трансферу технологій;
- Національні контактні пункти Сьомої Рамкової програми ЄС за напрямками «Навколишнє середовище, включно зміни клімату» і «Програми мобільності Марії Кюрі»;
- Науково-дослідний відділ «Фізика магнітних явищ і високотемпературної надпровідності»;
- Науково-дослідний відділ «Непаливне використання вугілля»;
- Кафедра ЮНЕСКО «Екологія техногенного регіону»;
- Лабораторія міжнародного науково-технічного співробітництва;
- Асоційований центр ЮНЕСКО з мікро-наукового експерименту та ін.

Університет має власне видавництво.

## Відомі особистості

### Випускники
- Валентин Ананіков — хімік, член-кореспондент РАН.
- Дмитро Білий — український історик і письменник.
- Дмитро Білоколос — міністр закордонних справ УРСР (1966—1970).
- Володимир Борейко — український еколог, зоозахисник.
- Іван Дзюба — український літературознавець, критик, громадський діяч, дисидент радянських часів, Герой України, академік НАН України, другий Міністр культури України (1992—1994), голова Комітету з Національної премії України імені Тараса Шевченка (1999—2001).
- Дмитро Гуртяк — донецький програміст, автор програми KeyRus, що була встановлена на багатьох персональних комп'ютерах в Радянському Союзі.
- Марія до Кармо Сільвейра — прем'єр-міністр Сан-Томе і Принсіпі (2005—2006).
- Григорій Немиря український політик, історик, політолог. Народний депутат України, заступник голови партії ВО «Батьківщина». Віце-прем'єр-міністр у другому уряді Юлії Тимошенко (2007—2010).
- Дмитро Перепічка — український і канадський хімік, декан хімічного факультету університету Макгілла (Монреаль)
- Віктор Смирнов — шестиразовий чемпіон та багаторазовий призер Паралімпійських ігор із плавання. Герой України.
- Ірина Стрелковська — доктор технічних наук, професор, заслужений діяч науки і техніки України, почесний зв'язківець України.
- Василь Стус — український поет, перекладач, прозаїк, літературознавець, правозахисник. Один із найактивніших представників українського культурного руху шістдесятників. Герой України.
- Ігор Черкашин — український енергетик. Голова Національного агентства України з питань забезпечення ефективного використання енергетичних ресурсів.
- Козловський Ігор Анатолійович (1954—2023) — український вчений, релігієзнавець, кандидат історичних наук.
- Юлія Овчинникова — українська вчена, політик, еколог, народний депутат України (2019–…), голова підкомітету з питань лісових ресурсів, біорізноманіття, природних ландшафтів, об‘єктів природно-заповідного фонду та з питань адаптації законодавства України до положень права ЄС.

### Відомі науковці
- Леонід Тараненко — біолог, орнітолог, засновник та керівник Міжрегіональної робочої групи «Вивчення птахів басейну Сіверського Дінця» (з 1993 р.), організатор низки щорічних конференцій «Дослідження та охорона птахів басейну Сіверського Дінця» та упорядник серії видань «Птахи басейну Сіверського Дінця».
- Георгій Суворов — математик, чл.-кор. АН УРСР, засновник кількох нових напрямків в математиці і топології.
- Леонід Литвиненко — професор кафедри органічної хімії, з'ясував механізм дії органічних каталізаторів в процесах ацильного переносу і відкрив кисненуклеофільний та фотоіндукційний каталіз. Академік АН УРСР.
- Сергій Негруцький — доктор біологічних наук, професор, заслужений діяч науки і техніки України, міколог, засновник кафедри фізіології і біохімії рослин та декан (1976—1980) біологічного факультету ДонНУ ім. В. Стуса.
- Микола Троян (1942—2017) — український історик.
- Антоніна Алемасова — доктор хімічних наук, професор, завідувач кафедри аналітичної хімії
- Олена Швед — доктор хімічних наук, завідувач кафедри органічної хімії
- Леонід Кістерський (* 1944) — доктор економічних наук, професор, заслужений діяч науки і техніки України[6].
- Сенів Михайло Григорович (1945—2018) — український мовознавець, класичний філолог, Заслужений професор ДонНУ.

## Ювілеї та пам'ятні дати
У 2017 році на державному рівні в Україні відзначався ювілей — 80 років з часу заснування Донецького національного університету імені Василя Стуса 1937.